# Самміт (Іллінойс)
Самміт (англ. Summit) — селище (англ. village) в США, в окрузі Кук штату Іллінойс. Населення — 11 161 особа (2020).

## Географія
Самміт розташований за координатами 41°47′18″ пн. ш. 87°48′50″ зх. д. / 41.78833° пн. ш. 87.81389° зх. д. (41.788452, -87.813921).  За даними Бюро перепису населення США в 2010 році селище мало площу 5,84 км², з яких 5,49 км² — суходіл та 0,35 км² — водойми.

## Демографія
Згідно з переписом 2010 року, у селищі мешкали 11 054 особи в 3284 домогосподарствах у складі 2496 родин. Густота населення становила 1893 особи/км².  Було 3683 помешкання (631/км²).
Расовий склад населення:
| - 57,8 % — білих - 9,4 % — чорних або афроамериканців - 1,9 % — азіатів - 0,8 % — корінних американців - 0,1 % — вихідців з тихоокеанських островів - 26,3 % — осіб інших рас |

До двох чи більше рас належало 3,7 %. Частка іспаномовних становила 63,7 % від усіх жителів.
За віковим діапазоном населення розподілялося таким чином: 29,8 % — особи молодші 18 років, 61,4 % — особи у віці 18—64 років, 8,8 % — особи у віці 65 років та старші. Медіана віку мешканця становила 30,3 року. На 100 осіб жіночої статі у селищі припадало 102,9 чоловіків;  на 100 жінок у віці від 18 років та старших — 103,8 чоловіків також старших 18 років.
Середній дохід на одне домашнє господарство  становив 51 083 долари США (медіана — 42 070), а середній дохід на одну сім'ю — 53 436 доларів (медіана — 45 017). Медіана доходів становила 34 978 доларів для чоловіків та 26 582 долари для жінок. За межею бідності перебувало 20,5 % осіб, у тому числі 28,9 % дітей у віці до 18 років та 9,3 % осіб у віці 65 років та старших.
Цивільне працевлаштоване населення становило 4698 осіб. Основні галузі зайнятості: виробництво — 21,1 %, мистецтво, розваги та відпочинок — 15,1 %, роздрібна торгівля — 13,4 %.